# Ebrahim Raisi
Ebrahim Raisi (perz. ابراهیم رئیسی; Mašhad, 14. prosinca 1960. – Varzaqan, 19. svibnja 2024.) bio je iranski konzervativni političar, muslimanski pravnik i predsjednik Irana od 2021. do smrti 2024. godine. 
Raisi je obavljao niz dužnosti u iranskom pravosudnom sustavu, poput zamjenika glavnog suca (2004. – 2014.), Državnog odvjetnika (2014. – 2016.) i glavnog suca (2019. – 2021.). Također, bio je tužitelj i zamjenik tužitelja u Teheranu 1980-ih i 1990-ih, tijekom kojeg je nadzirao pogubljenje tisuća političkih neistomišljenika i zatvorenika. Bio je skrbnik i predsjednik Zaklade Astan Quds Razavi, od 2016. do 2019. Član je Skupštine stručnjaka iz provincije Južni Horasan, za koju je prvi put izabran na izborima 2006. godine. 
Raisi se kandidirao za predsjednika 2017. godine kao kandidat konzervativne Narodne fronte snaga islamske revolucije. Tom prilikom je izgubio od umjerenog Hasan Rohanija, 57 % na 38,3 %. Bio je jedan od četvero ljudi u tužilačkom odboru, koji je bio odgovoran za pogubljenje tisuća političkih zatvorenika u Iranu 1988. godine, pa ga vladini protivnici, a neki i zapadni mediji, nazivaju "odborom smrti". Američki ured za kontrolu strane imovine sankcionirao ga je u skladu s izvršnom naredbom 13876. Međunarodne organizacije za ljudska prava i specijalni izvjestitelji Ujedinjenih naroda optužuju ga za zločine protiv čovječnosti.
Raisi se drugi put uspješno kandidirao za predsjednika 2021. godine. Pobijedio je sa 61,9 % glasova, naslijedivši tom prilikom Hasana Ruhanija.

## Vanjske povezice
- Mrežna stranica  Arhivirana inačica izvorne stranice od 16. svibnja 2021. (Wayback Machine)